# تركي عبد الله الغامدي
الشيخ تركي بن عبد الله الغامدي

## السيرة الذاتية
- تركي بن عبد الله الغامدي بكالوريوس السنة وعلومها من جامعة الإمام محمد بن سعود الإسلامية، مهتم بالسنة والسيرة النبوية
- دروس ومحاضرات دينية، إمام جامع أبى عبد الله اللحيدان، العمل وزارة التعليم معلم

## شيوخه
- الشيخ عبد العزيز بن باز
- الشيخ محمد بن صالح العثيمين
- الشيخ عبد الله بن جبرين
- الشيخ صالح بن فوزان الفوزان

## مجموعة من الاشرطة
- نطق الرضيع
- لذة ولا ألذ
- الرسول المفدى
- قصص لم تسمع بها
- كنوز الرحمن

## مؤلفاته
- التوحيد شعار الحج
- عيد الحب

## المشاركات الإعلامية

### مشاركات صحفية
- عدد من الكتابات والمقالات في مجلات متنوعة، دورية ومتفرقة
- إضافة إلى مشاركات متنوعة بمقالات في الإنترنت في قضايا متنوعة

### التلفزيونية
- برنامج نور على نور على قناة الراية
- برنامج اخلاق الصائمين على قناة الراية
- برنامج نظرة شرعية على قناة الوطن
- برنامج من منبر الحرم على قناة الأخبارية
- برنامج المستشار الاجتماعي على قناة دليل
- برنامج الزواج من الإنترنت على قناة الدانة

### الاذاعية
- برنامج بيوت مطمئنة على إذاعة القرآن الكريم

## وصلات خارجية
- صفحته على موقع طريق الإسلام
- صفحة تركي الغامدي الرسمية على فيسبوك
- قناة تركي الغامدي على يوتيوب
- صفحة برنامج نور على نور على موقع قناة الرأية